# Veenzegge
De veenzegge (Carex davalliana) is een overblijvend kruid dat behoort tot de cypergrassenfamilie (Cyperaceae). De plant komt van nature voor in Eurazië, van West- en Midden-Europa tot aan West-Rusland, Siberië en Klein-Azië. De soort komt sinds 2006 in Nederland voor. Het aantal chromosomen is 2n = 46 of 92.
De plant wordt 10-25 cm hoog en is polvormend. De stijf, opgaande, aan de bovenkant ruwe stengels zijn rond tot onduidelijk driekantig. De tot 0,5 mm brede, stomp driekantige bladeren zijn donkergroen, waarvan de onderste, rafelige bladscheden hebben. De bladeren zijn korter dan de stengels en aan de randen ruw. De bladscheden zijn donkerbruin.

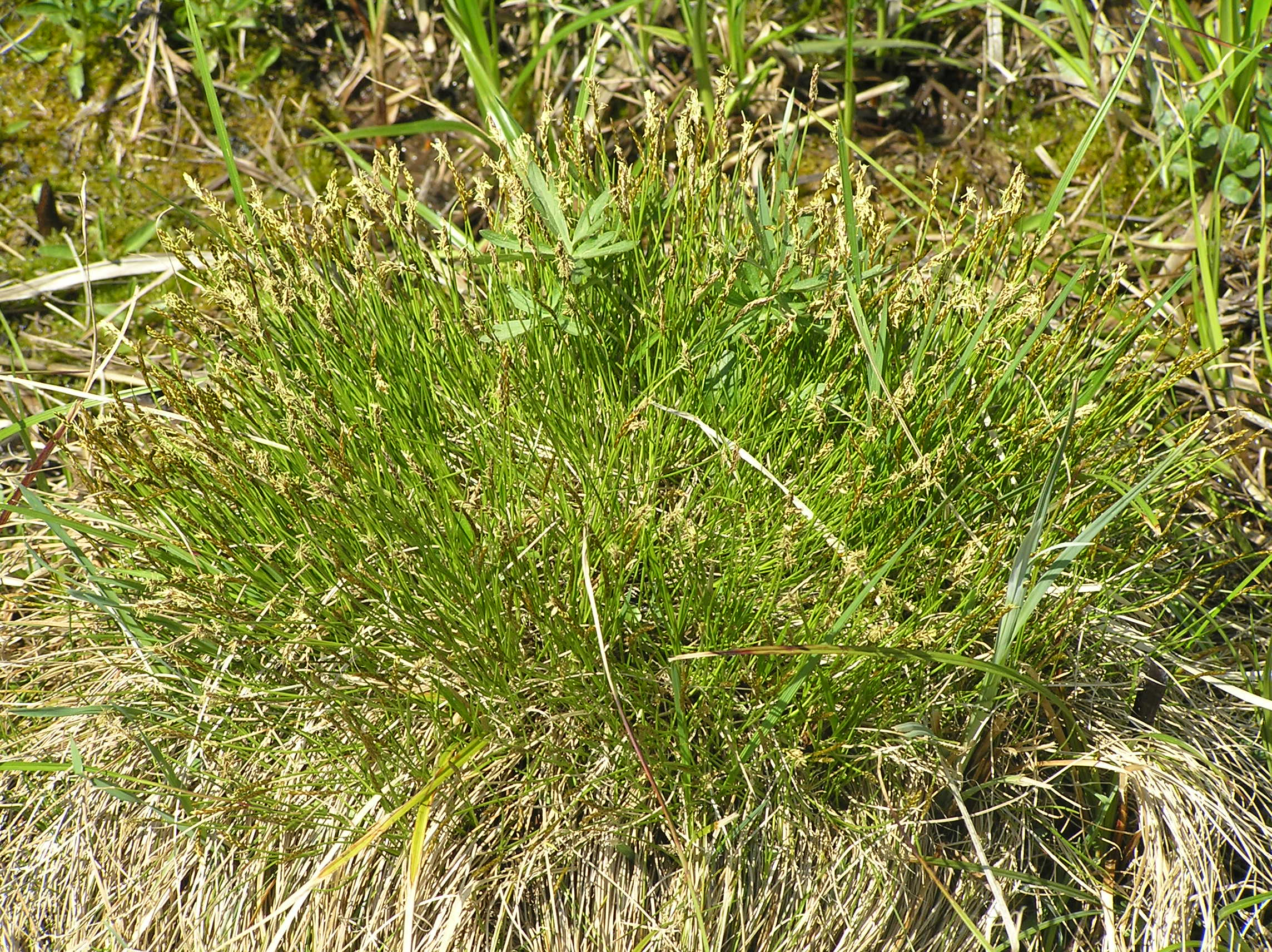
Pol van veenzegge

De veenzegge bloeit van april tot juni en heeft één eindstandige aar. De veenzegge is tweehuizig. De mannelijke aar is tot 2 cm lang en tot 2 mm breed. De mannelijke bloem heeft drie meeldraden. De vrouwelijke, losbloemige aar is tot 1,5 cm lang en ongeveer 4 mm breed. De vrouwelijke bloem heeft twee stempels. Het lancetvormige, spitse urntje van de mannelijke bloem is geelbruin, tweenervig en heeft een doorschijnende rand. Het urntje is een soort schutblaadje dat geheel om de vrucht zit.
De vrucht is een langwerpig tot lancetvormig, 3-4,5 mm lang, kastanjebruin nootje en heeft een slanke, toegespitste snavel, die rijp duidelijk afgebogen staat.